# Darovszkoji járás

A Darovszkoji járás a Kirovi területen

A Darovszkoji járás (oroszul Даровской район) Oroszország egyik járása a Kirovi területen. Székhelye Darovszkoj.

## Népesség
- 1989-ben 18 834 lakosa volt.
- 2002-ben 14 990 lakosa volt.
- 2010-ben 11 829 lakosa volt, melyből 11 504 orosz, 92 ukrán.